# Kaplica grobowa Załuskich i Newelskich
Kaplica grobowa Załuskich i Newelskich – murowana kaplica grobowa wzniesiona w 1835 lub 1854 r. dla rodziny Załuskich, następnie Newelskich. Budynek znajduje się w Wodyniach przy ul. Newelskiego. Ma kryptę grobową w podziemiach.  Przy kaplicy znajdują się dwa nagrobki: Kazimierza Roszkowskiego oraz Jana Filipa Carosiego.
Całość w 1997 r. została wpisana do rejestru zabytków pod numerem A-466.

## Budowa
Kaplica została wybudowana na planie prostokąta, jest zbudowana z czerwonej cegły, tynkowana z zewnętrza oraz w środku. Ma drzwi wejściowe dwuskrzydłowe, płycinowe z dekoracją snycerską w formie rozet i ćwieków. Nad drzwiami w północnej elewacji znajduje się odcinek gzymsu i półokrągły otwór okienny. Kaplica ma dach dwuspadowy kryty blachą cynkowaną. W skład wyposażenia kaplicy wchodzi m.in. XIX-wieczny ołtarz oraz epitafium Antoniego Załuskiego z roku 1854. 

## Historia miejsca
Na miejscu obecnej kaplicy wcześniej znajdowały się dwa kościoły, a teren wokół nich był miejscem grzebalnym. Pierwszy z kościołów, wzniesiony przez Stefana Wodyńskiego w 1445 r. został spalony przez Szwedów w 1657 r. podczas potopu szwedzkiego. Następnie w tym samym miejscu za kadencji proboszcza ks. Krzysztofa Choińskiego, ok. 1661 r. zbudowany został nowy kościół, rozebrany po 115 latach z powodu zagrożenia zawaleniem.
Ostateczny, funkcjonujący do dziś kościół Świętych Apostołów Piotra i Pawła w Wodyniach został zbudowany w 1776 r. przy ul. Siedleckiej, zaś na miejscu nieistniejących budowli wzniesiona została kapliczka murowana, która służyła do celów sakralnych rodzinie Załuskich, następnie Newelskim. W 2015 r. nieformalna trzyosobowa grupa wyszła z inicjatywą o dofinansowanie z funduszy unijnych w celu rewitalizacji terenu wokół kaplicy. Wkrótce na skutek inicjatywy i aktywności społecznej teren wokół wraz z nagrobkami, jak i sama kaplica zostały poddane odnowie.

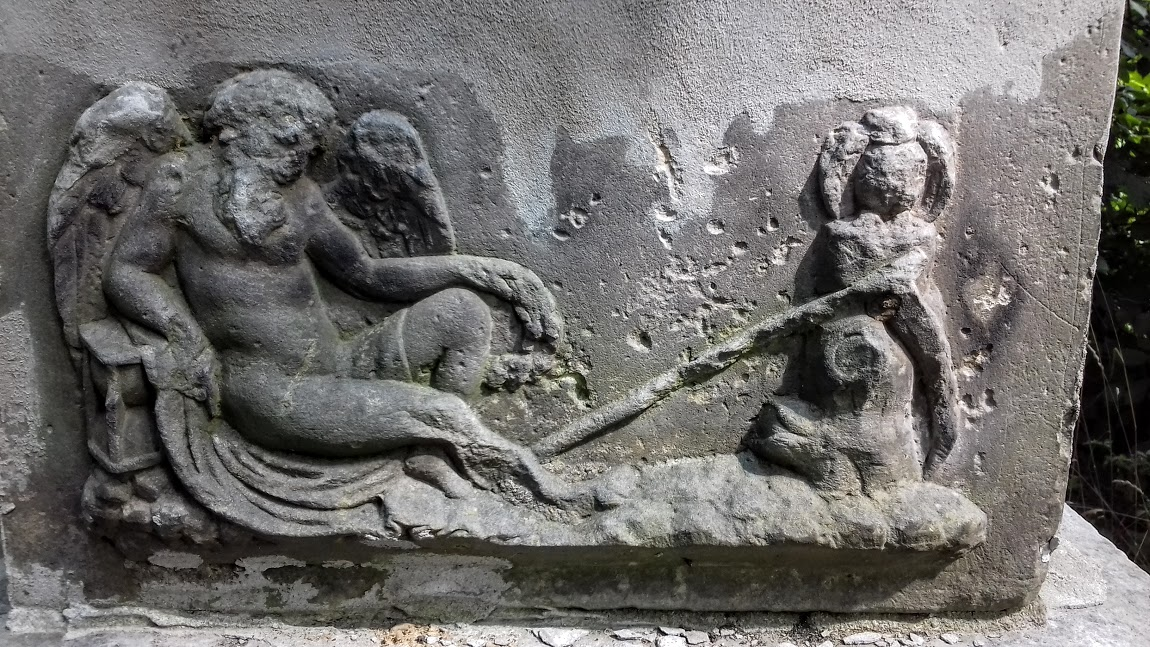
Relief na jednym z nagrobków przy kaplicy